# Pallavolo ai IX Giochi sudamericani
I tornei di pallavolo ai IX Giochi sudamericani si sono disputati durante la IX edizione dei Giochi sudamericani, che si è svolta a Medellín nel 2010.

## Podi
| Evento                         | Oro       | Argento   | Bronzo   |
| Pallavolo maschile (dettagli)  | Argentina | Venezuela | Colombia |
| Pallavolo femminile (dettagli) | Brasile   | Argentina | Perù     |